# دریاچه کوساوا
دریاچه کوساوا (به انگلیسی: Kusawa Lake) یک دریاچه در کانادا است که در یوکان واقع شده‌است.